# Dorphinaxius kermadecensis
Dorphinaxius kermadecensis is een tienpotigensoort uit de familie van de Axiidae. De wetenschappelijke naam van de soort is voor het eerst geldig gepubliceerd in 1911 door Charles Chilton.